# Эпсилон Хамелеона
Эпсилон Хамелеона (лат. ε Chamaeleontis) — видимая невооружённым глазом звезда в созвездии Хамелеона. Также известна как
HIP 58484, HR 4583, HD 104174.
В феврале 1836 года Джон Гершель обнаружил, что объект является тесной двойной звездой, её также обозначают HJ 4486AB. Расстояние до системы составляет 111±4 парсеков (362±14 световых года) от Солнца. Абсолютная звёздная величина составляет −0,361, совместное значение видимой звёздной величины равно +4,88. Наблюдения на протяжении XX века показали, что компоненты двойной разделены угловым расстоянием 0,364 угловой минуты при позиционном угле 211°, что определено на эпоху 1997.0905 по данным спекл-интерферометрии, проведённой E.P. Horch (1997). Вероятно, система всё же является связанной двойной, хотя по состоянию на 2017 год не было получено формального решения-орбиты.
Эпсилон Хамелеона A или HJ 4486A является звездой-карликом спектрального класса B9Vn при эффективной температуре 11000 K. Видимая звёздная величина составляет +5,3, масса равна 3,3 массы Солнца. Эпсилон Хамелеона B или HJ 4486B также является карликовой звездой спектрального класса 'A' с эффективной температурой 9600 K, видимая звёздная величина составляет +6,1, масса равна 3,0 массы Солнца. Наблюдения спектра показали наличие сильных небулярных линий, что свидетельствует о возможном малом возрасте звёзд.
Обе звезды являются представителями ассоциации Скорпиона — Центавра или её меньшей части, известной как Нижняя подгруппа Центавра — Южного Креста. Двойная звезда образует ядро очень молодой звёздной группы Эпсилона Хамелеона, содержащей около двадцати звёзд. Туманности и процессы звездообразования, протекающие в области, в настоящее время представляют особый интерес для исследования в южной части неба.